# Castello di Kórnik

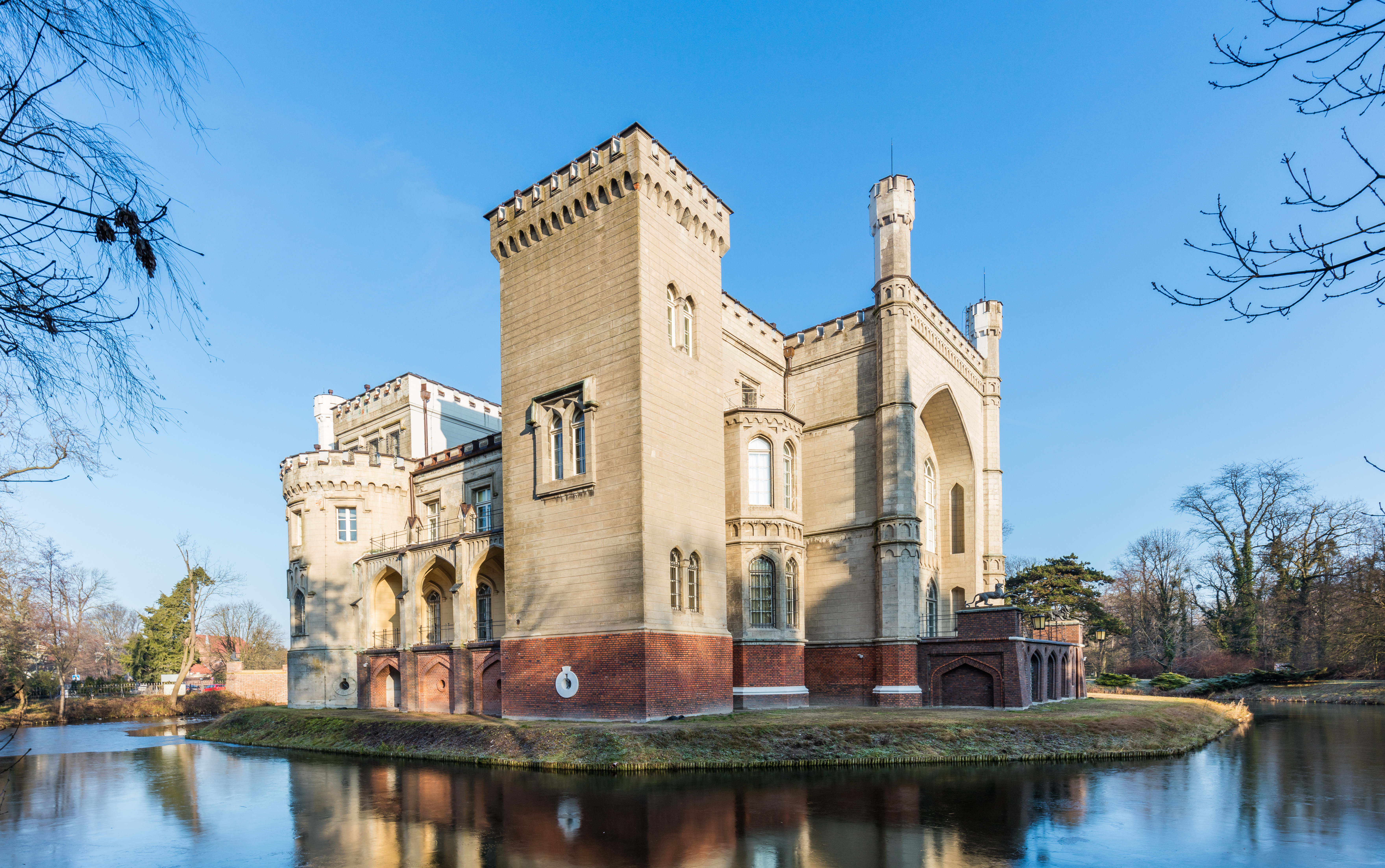

Il castello di Kórnik (in polacco: Zamek w Kórniku o Zamek Kórnicki) è un castello situato a Kórnik, costruito nel XIV secolo.
Lo stato odierno dell'edificio in stile neogotico fu realizzato nel 1855 dall'architetto Karl Friedrich Schinkel. Dopo la morte dell'ultimo membro della famiglia Działyński proprietaria del castello Jan Kanty Działyński, lo cedette in eredità al cognato conte Władysław Zamoyski. Poco prima della sua morte nel 1924, il conte senza figli donò il castello, insieme a una vasta collezione d'opere d'arte e all'Arboreto di Kórnik allo stato polacco.
Il castello ospita un museo e la biblioteca di Kórnik. È classificato come uno dei monumenti storici nazionali ufficiali della Polonia (Pomnik historii) dall'11 luglio 2011 e seguito dal National Heritage Board of Poland.
Il castello è circondato dall'arboreto di Kórnik, creato dal conte Tytus Działyński nella prima metà del XIX secolo il più antico e il più grande in Polonia, nonché il quarto più grande arboreto in Europa che copre circa 40 ettari.